# شهرستان ریچموند (جورجیا)
شهرستان ریچموند، جورجیا (به انگلیسی: Richmond County, Georgia) یک سکونتگاه مسکونی در ایالات متحده آمریکا است که در جورجیا واقع شده‌است.